# Нови Мираш
Нови Мираш или Доња Махала (алб. Mirash/Mirash i Ri) је насељено место у општини Урошевац, на Косову и Метохији. Према попису становништва из 2011. у насељу је живело 1.883 становника.

## Положај
Налази се североисточно од Урошевца, а сматра се да се у његовој околини налазе остаци средњовековног Сврчина, једног од двораца Немањића.

## Становништво
Према попису из 2011. године, Муховце има следећи етнички састав становништва:
| Националност | 2011.          |
| Албанци      | 1.868 (99,20%) |
| Ашкалије     | 13 (0,70%)     |
| Бошњаци      | 1 (0,05%)      |
| непознато    | 1 (0,05%)      |
| Укупно       | 1.883          |

| Демографија | Демографија | Демографија |
| Година      | Становника  | Становника  |
| ----------- | ----------- | ----------- |
| 1948.       | 861         |             |
| 1953.       | 932         |             |
| 1961.       | 1.093       |             |
| 1971.       | 1.231       |             |
| 1981.       | 1.470       |             |
| 1991.       | 1.650       |             |
| 2011.       | 1.883       |             |